# Ernie Tuck
Ernest Oliver Tuck (Adelaide, 1 de junho de 1939 — Adelaide, 11 de março de 2009) foi um matemático australiano.
É conhecido por seu trabalho sobre a hidrodinâmica de navios, e pela função de incompressibilidade de Tuck.